# Tu-134 (航空機)
ツポレフ134
Ту-134 (Tu-134)
LOTポーランド航空 Tu-134(1985年)
- 用途：旅客機
- 分類：ナローボディ
- 製造者：ツポレフ
- 運用者** LOTポーランド航空
  - ポーランド空軍

ほか
- 初飛行：1963年7月29日
- 生産数：852機（2機は試作機）
- 運用開始：1967年9月
- 運用状況：運用中(定期路線は退役？)

Tu-134（ツポレフ134；ロシア語:Ту-134トゥー・ストー・トリーッツァチ・チトィーリェ）は、ソ連の航空機設計機関であったツポレフ設計局が開発した短中距離用のターボファン・ジェット双発旅客機である。NATOコードネームはクラスティー（Crusty）が割り当てられた。

## 概要
Tu-124の改良型として開発が始められ、初飛行はTu-124Aとして1963年7月29日に行われた。量産型Tu-134の初飛行は1965年である。Tu-124のエンジンは胴体脇にあり、客室の快適性は高くなかった。Tu-134ではリア・エンジン方式を採用し、胴体後部に移したためT字尾翼となり、外見上はフランスのカラベルやアメリカのダグラスDC-9に似ている。主翼の後退角は35度。初期に生産されたTu-134Aは機首部分が爆撃機のようなガラス風防になっており、運航乗務員の座席が用意されていた。
後に量産された機体は機首下面にレーダーが装備されたが、生産された多くはガラス張りの機体であった。また胴体が細いためDC-9とほぼ同じ大きさでありながら乗客数はさほど多くなく、最大でも100名弱程度である。なお、西側諸国の同時期の同規模の機材に装備されていた機内オーディオシステムやオーバーヘッド・ストレージは装備していない。
累計で1000機以上が生産されアエロフロート・ソ連航空だけでなく東欧の共産主義国などに多くが供与されたため、多くの共産主義国の国営航空会社の主力機種でもあった。また、一部は空軍などでも運用された。製造は1984年に終了し、現在では老朽化が進んでいること、また騒音に関して現在の環境基準をクリア出来ないことから、同時期の西側のジェット旅客機同様に退役が進んでいる。

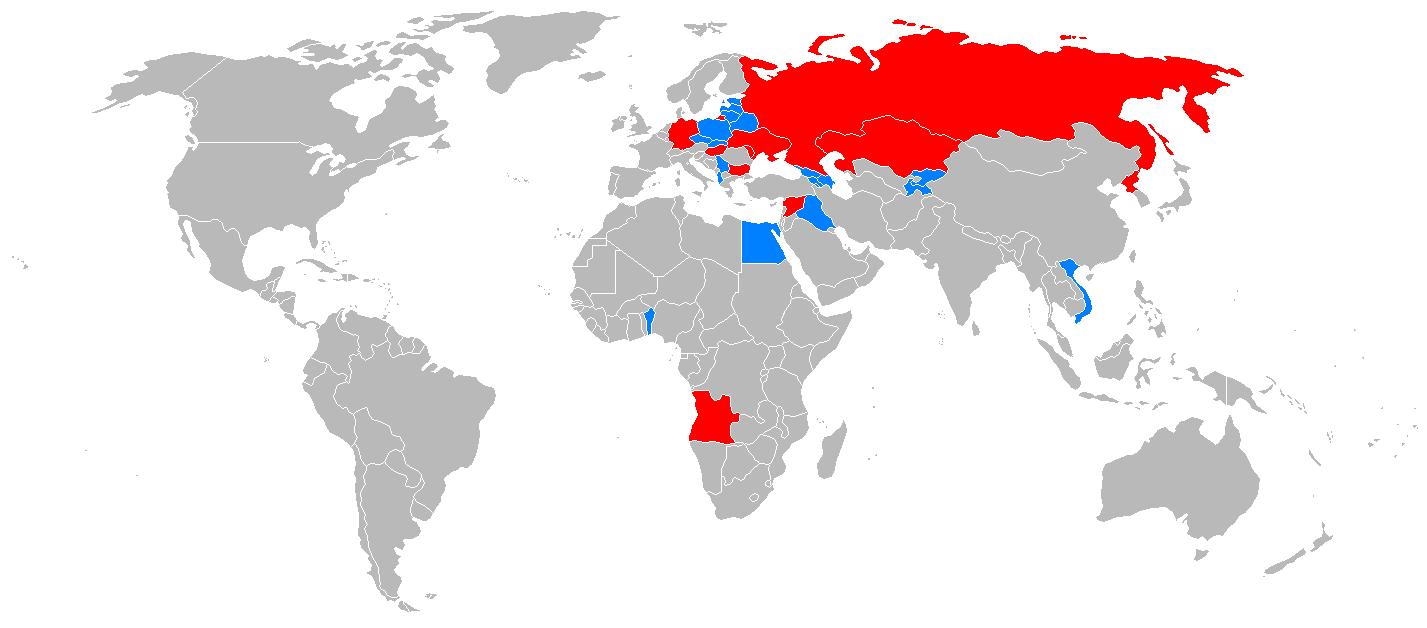
Tu-134を導入した航空会社の国

しかしながらロシア等旧ソ連圏では現在も多数が定期便で運用されている。これは後継機の導入が遅れているためである。これらの機体は各航空会社の主力機として日々整備のうえ飛行しているが、経年数を考えると運用限界は近づいていると言わざるを得ない。アエロフロート・ロシア航空からは以前運用していた機体の大半は退役した。その他、日本近隣では朝鮮民主主義人民共和国の高麗航空でも就航している。日本への飛行実績はほとんど無く、また環境基準に適合しないため現在では飛来自体が不可能である。製造元のロシア国内では、最後の運用者だったアルロサ航空での運用を2019年に終了した。これにより、Tu-134の確認できる定期旅客便の運行は消滅した。
( 一方、北朝鮮の高麗航空にはTu-134が存在しており、現在も運用されているとされる。これについては、YouTubeのPoletMe Aviation Videos様の動画で確認できる。動画 )

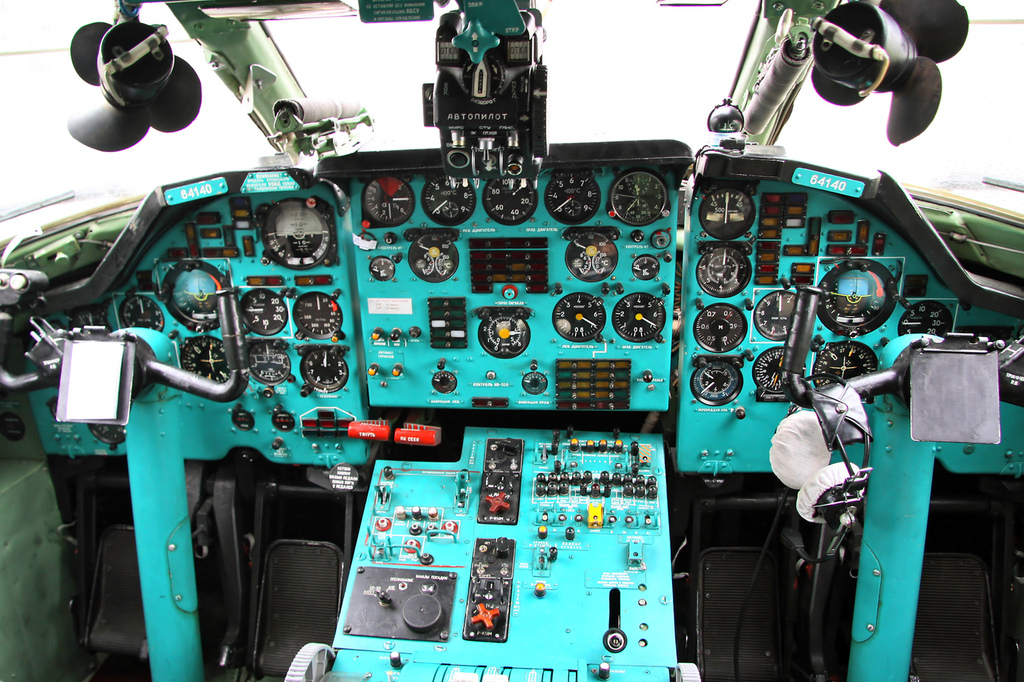
コックピット
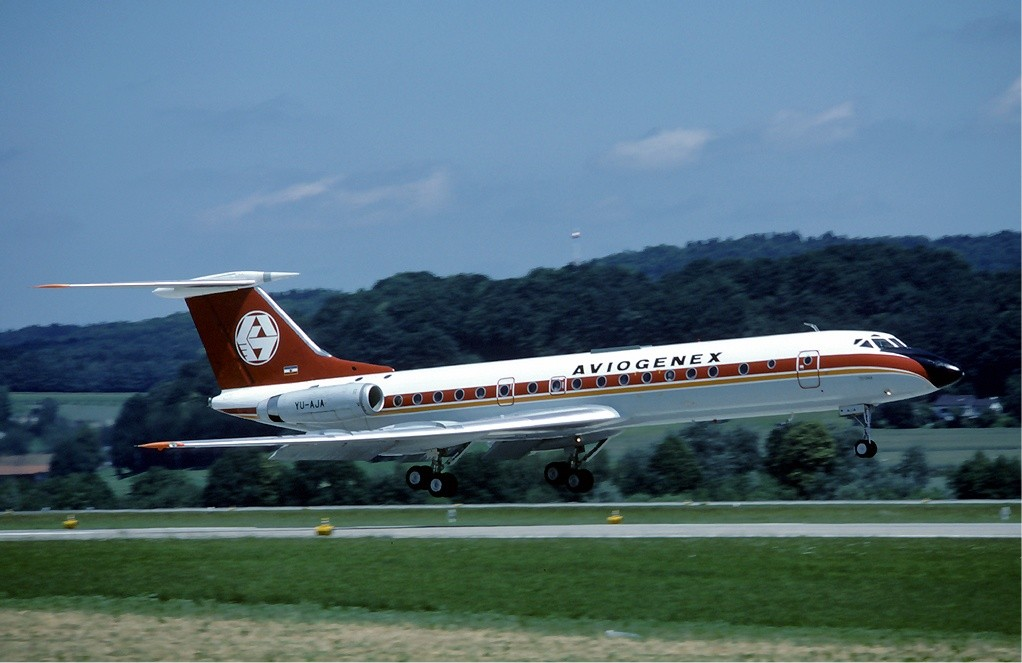
アビオジェネックス航空のTu-134

## 事故
- 1979年8月11日に、ソ連（当時）国内線として運航されていたアエロフロート7880便と7628便の2機のTu-134が、ウクライナのドニプロゼルジーンシク上空で空中交差する際、航空管制官の誤った指示により、雲の中で2機が空中衝突し墜落した。両機の乗員乗客計178人全員が死亡したが、同一航空会社、同一機種の中型旅客機による空中衝突という前代未聞の事故となった。もっとも当時の国内線を運航していたのはアエロフロートのみであり、運航機体数も多かった。

- 1986年10月19日に、モザンビークのサモラ・マシェル大統領を乗せたTu-134型機が、モザンビークと南アフリカ共和国国境付近のレボンボ山（英語版）に激突。34名が死亡し、10名が生還した。

- 2007年3月17日に、ロシアの航空会社UTエアーのTu-134型旅客機（乗客乗員57人）が、ロシア南部サマラの空港で着陸に失敗し、7人が死亡、約20人が負傷した。着陸の際に脚部が作動せず、胴体着陸を強行したとの情報が伝えられた。濃霧の中で滑走路の手前に着地した可能性が指摘されている。機体は下部を中心に大破したが、火災は発生しなかった。同機はシベリアのスルグトからサマラに向かっていた。（詳細はUTエアー471便着陸失敗事故を参照のこと）

- 2011年6月21日に、ロシアの航空会社ルスエアーのTu-134型旅客機（乗客乗員52人）が、ロシア北西部ペトロザボーツクの空港に向かっていたが、ペトロザボーツクの空港から約1キロ離れた幹線道路に緊急着陸しようとした際に、着陸に失敗し火災が発生。44人が死亡し、8人が病院に搬送された。ロシア当局は操縦ミスがあった可能性があると伝えられた。この事故を受けてTu-134のロシアでの商業サービスからの撤退が議論されている。

## 派生タイプ一覧

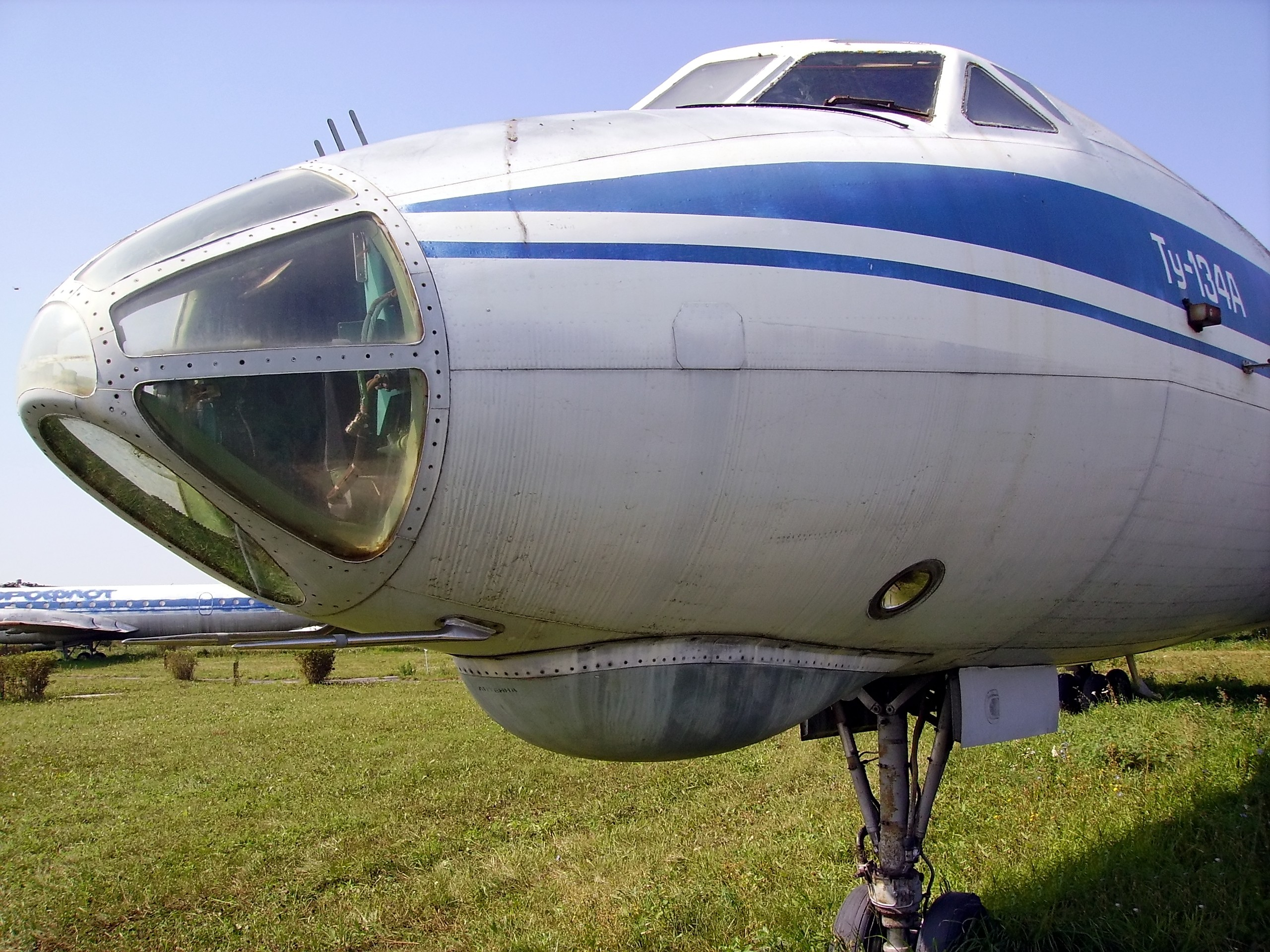
Tu-134機首のガラス風防席

- Tu-134 -最初はTu-124Aと呼称.ガラス風防付き、当初定員は64名であったが、のちに72名に増加。
- Tu-134A - エンジン系統を改良し、胴体を2.80m延長したもので定員は84名。
- Tu-134A-2 -ガラス風防を無くす。
- Tu-134A-3 - エンジンをソロヴィヨーフD-30に換装した主生産型。今日運用される機体はほぼすべてがこの型。
- Tu-134B - 定員を80名に増加。
- Tu-134B-1 -
- Tu-134B-3 - 定員を96名に増加。
- Tu-134BV - 特別試験機体。
- Tu-134LK - 訓練用機材。
- Tu-134UBL - Tu-160の乗員訓練用機材として開発。機首がTu-160同様のものになっている。
- Tu-134BSh - 航法士訓練機。
- Tu-134SKh
- Tu-135

Tu-134Bは胴体下部に増槽タンクがあるため膨らんでいるのがわかる。

## スペック
- 初飛行: 1962年
- 全長: 37.1m
- 翼巾: 29.00m
- 全高: 9.00m
- 胴体直径: 2.90m
- 運航乗務員数: 3名
- エンジン: ソロヴィヨーフ製D-30 ターボファンエンジン×2
- 推力: 64.5 kN (14,490lb)
- 座席数: 72-84 （後期生産型は96）
- 巡航速度: 750 km/h
- 最大速度: 900 km/h
- 航続距離: 2,500 km

## 主な運用者
- ポーランド
  - LOTポーランド航空
  - ポーランド空軍
- ブルガリア
  - ブルガリア空軍[1] - 退役済み[2]。
- チェコ
- スロバキア
- ベトナム
- エストニア
- ラトビア
- リトアニア
- イラク
- カザフスタン
  - カザフスタン防空軍 - 2023年時点で、2機のTu-134を保有している[3]。
- キルギス
- タジキスタン
  - タジキスタン空軍および防空軍 - 2023年時点で、1機のTu-134Aを保有している[4]。
- ウズベキスタン
  - ウズベキスタン空軍および防空軍 - 2023年時点で、1機のTu-134を保有している[5]。
- ベラルーシ
- ジョージア
- アゼルバイジャン
- アルメニア
- セルビア
- アルバニア
- エジプト
- ベナン